# Plaza Mayor de Gijón
La Plaza Mayor de Gijón es una plaza mayor situada en el centro de la ciudad asturiana de Gijón (España). En ésta se encuentra la Casa Consistorial, sede principal del Ayuntamiento de dicho concejo.

## Ubicación
La plaza se ubica entre la playa de San Lorenzo y la Plazuela del Marqués, en el barrio de Cimadevilla. En el sur desemboca la calle San Bernardo para dar lugar, al norte, a la calle Acacia.

## Historia

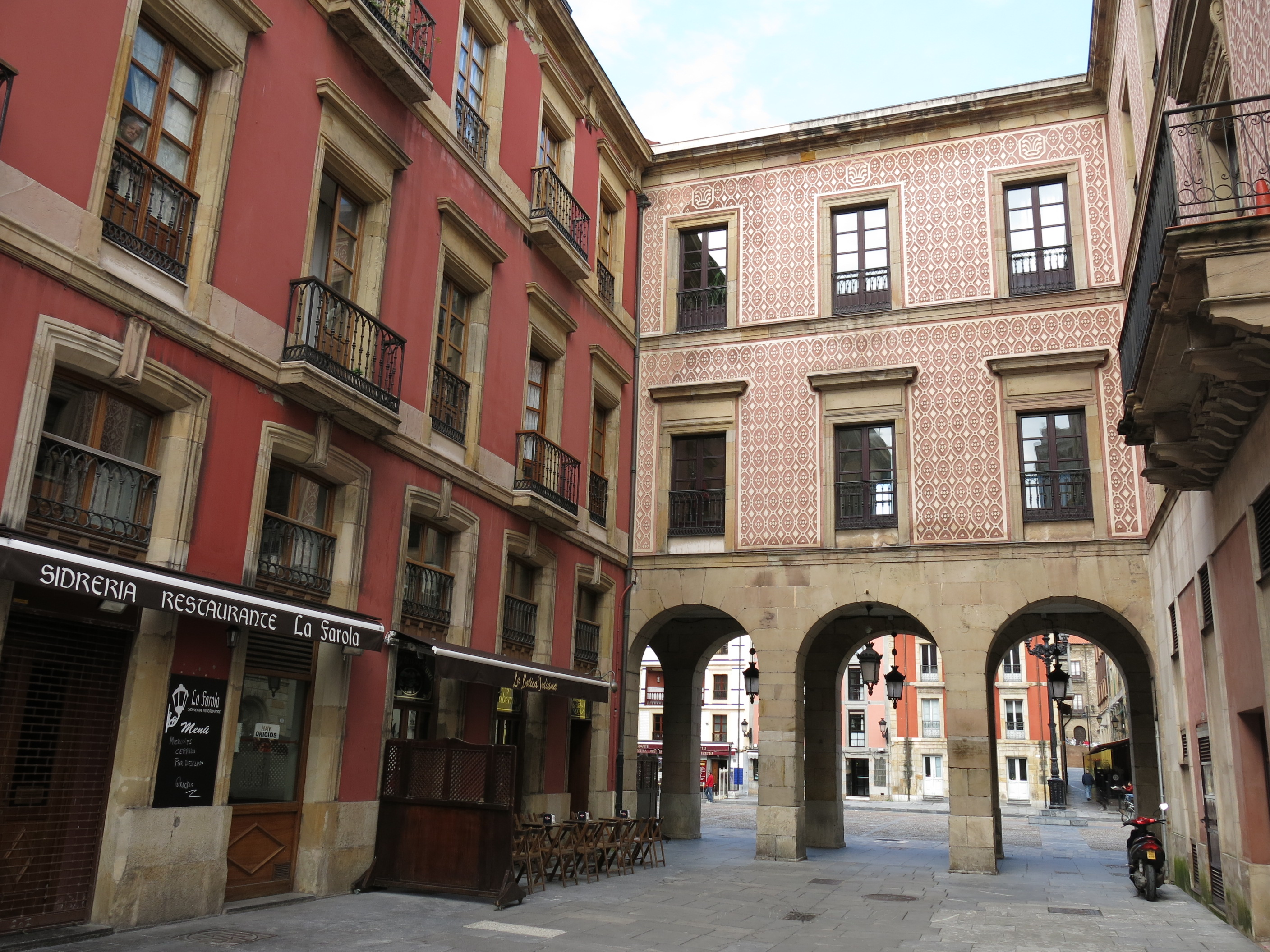
Acceso desde la calle San Bernardo

El proyecto de plaza mayor data de 1858, y se hizo siguiendo el modelo de plaza mayor castellana, similar a otras ciudades de España e Hispanoamérica. La casa consistorial se terminó en 1865. Antes, el Ayuntamiento se encontraba en la Torre del Reloj. Posteriormente se trasladó a la plaza de la Soledad y finalmente a la Plaza Mayor. 
Antes, había una plaza de forma irregular llamada plaza Principal en la cual había un pequeño edificio destinado a ser el ayuntamiento. Para 1858, el gobierno municipal se propone tener un espacio más digno y encarga a Andrés Coello su construcción. El proyecto fue modificado unos años después por Luis Céspedes y Lucas María Palacios.
El proyecto se lleva a la vez que la construcción del edificio de la Casa Consistorial. Sin embargo, la plaza nunca es concluida, dejando el lado norte sin porticar. En 1928 la Pescadería Municipal se une al edificio porticado. 

## Descripción

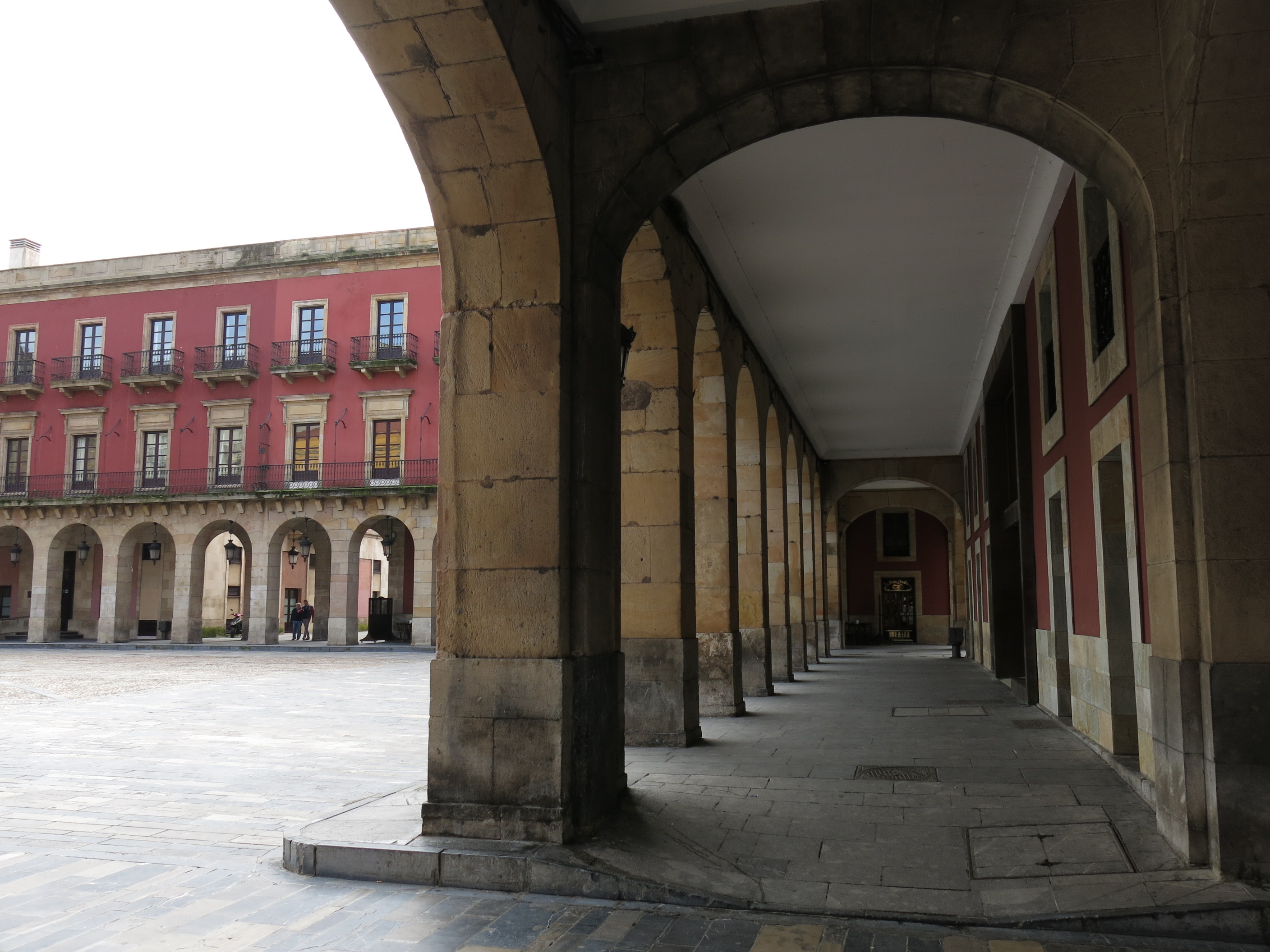
Detalle de los pórticos

La plaza se encuentra a las puertas del barrio de Cimadevilla, núcleo originario de Gijón y antiguo barrio de pescadores. Así mismo se encuentra junto a la playa de San Lorenzo, a escasos metros de la costa. El proyecto original, más clasicista, fue modificado unos años más tarde para dotarlo de un mayor decorativismo. La plaza sigue el modelo castellano aunque de reducidas dimensiones. De igual modo, el proyecto original contemplaba construir una plaza cuadrada y porticada por sus cuatro lados, mientras que finalmente sólo se porticaron dos lados y se cerró un tercero con la casa consistorial, la cual da la espalda al mar. Los soportales se cierran con arcos de medio punto en edificios de dos plantas. El lateral que no está porticado conserva edificios antiguos de factura tradicional y otros modernos que siguen la estética de los anteriores. El motivo de esto es debido a la falta presupuestaria durante la construcción de la plaza y a la buena conservación e interés arquitectónico de los edificios cuando se planteó su demolición en los 1980, además uno de esos edificios, el Hotel Asturias, aparece en la película Volver a Empezar, ganadora de un Oscar. La plaza es totalmente peatonal, está empedrada y presenta una farola de hierro ornamental en el centro.

## Eventos
A pesar de su reducido tamaño, la plaza es lugar habitual de numerosas celebraciones, desde conciertos a espectáculos, además de acoger el pregón de la Semana Grande, las fiestas de Begoña en agosto. Además es un lugar de concentración habitual de visitantes gracias a su situación de paso entre el Puerto Deportivo, la calle Corrida, el barrio de Cimadevilla, El Centro y la playa de San Lorenzo, hospedando numerosos locales hosteleros. Además la plaza se usa para eventos de toda clase como concentraciones, eventos religiosos, mercadillos (generalmente de artesanía y gastronomía) e incluso conciertos durante la llamada "Semanona" y por el Día de Asturias. 
Es tradición de entes municipales como la Policía Local y en especial de Emtusa el despliegue de los nuevos modelos de sus flotas en la plaza para la familiarización de la ciudadanía y la prensa.